# Дон (преподаватель)
Дон (англ. don) — традиционное название членов совета колледжа и преподавателей в Кембриджском и Оксфордском университетах.